# Argenton-l’Église
Argenton-l’Église korábbi község Franciaország Új-Aquitania régiójában, Deux-Sèvres megyében. 
Lakosainak száma 1638 fő (2015). Argenton-l’Église Saint-Martin-de-Sanzay, Bouillé-Loretz, Bouillé-Saint-Paul, Mauzé-Thouarsais, Sainte-Radegonde és Sainte-Verge községekkel határos.
2019. január 1-jén Bouillé-Loretz korábbi községgel egyesült és az így létrejött Loretz-d’Argenton új község része lett.

## Népesség
A település népességének változása:
| Lakosok száma | 1639 | 1638 | 1652 |
|               | 2013 | 2015 | 2016 |